# Microhydrodytes
Microhydrodytes is een geslacht van kevers uit de familie  waterroofkevers (Dytiscidae).
Het geslacht is voor het eerst wetenschappelijk beschreven in 2002 door K.B.Miller.

## Soorten
Het geslacht omvat de volgende soort:
- Microhydrodytes elachistus K.B.Miller, 2002